# Romsdalsfjorden

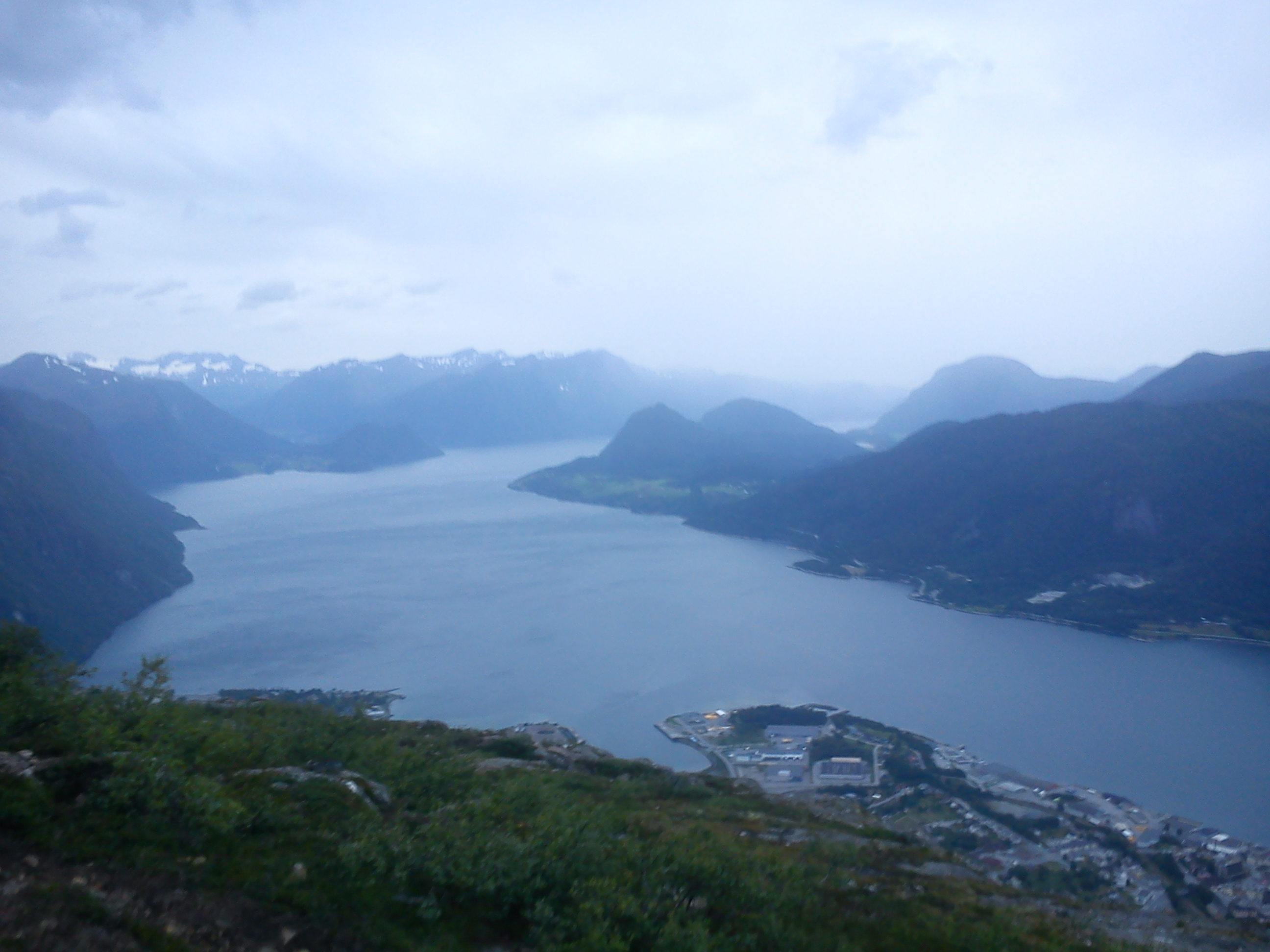
Romdalsfjorden vid Åndalsnes.

Romsdalsfjorden är en fjord i Molde, Rauma och Vestnes kommuner i den mellersta delen av Møre og Romsdal fylke i västra Norge. I snäv mening leder Romsdalsfjorden österut på södra sidan av öarna Tautra och Sekken till älven Raumas mynning vid staden Åndalsnes. Härifrån fortsätter Isfjorden till fjordbotten vid Hen. Den totala längden mellan Tautra och Hen är 69 kilometer.
I en vidare mening omfattar Romsdalsfjorden hela fjordbassängen innanför ön Tautra, det vill säga även de nordöstra utloppen Fannefjorden och Langfjorden/Eresfjorden. Även Midfjorden, huvudfjorden på södra sidan av öarna i dåvarande Midsunds kommun, ut till den yttersta ön Dryna, brukar också räknas som en del av Romsdalsfjorden. Definierad på detta sätt är Romsdalsfjordens största längd 90 kilometer, räknat mellan ön Dryna och orten Syltebø, längst inne i Eresfjorden.
Sträckan utanför staden Molde, mellan Julsundet och Bolsøysundet, kallas Moldefjorden. Den avgränsas i söder av en rad långsträckta öar (Hjertøya, Seterøya, Bolsøya med flera). Mitt i fjorden söder om dessa öar ligger Sekken, den största ön i den inre fjordbassängen, och Veøya, där det fanns en handelsplats under medeltiden.
Det största djupet (507 meter) finns i Moldefjorden, vid Julsundets mynning sydväst om Molde. Djupet minskar utåt, och utanför ön Dryna är fjorden mindre än 200 meter djup.